# Paragorgopis medusa
Paragorgopis medusa är en tvåvingeart som beskrevs av Kameneva 2004. Paragorgopis medusa ingår i släktet Paragorgopis och familjen fläckflugor.
Artens utbredningsområde är Costa Rica. Inga underarter finns listade i Catalogue of Life.